# آیین زرتشتگان
آیین زرتشتگان یا درست دینان آیینی است که بوندوس به وجود آورنده آن بود و مزدک گسترش دهندهٔ این دین بوده‌ است.

## آیین زرتشتگان در منابع اسلامی
در منابع اسلامی از زرتشت نامی سخن گفته شده‌ است که موبد شهر فسا بود و بنیان‌گذار آیینی بوده‌ است که در ابتدا آیین زرتشتگان نامیده می‌شد.

## نظریه‌پرداز آیین زرتشتگان
بوندوس که در اصل مانوی بوده است در روم به تبلیغ آیینی می‌پرداخته که با نام زرتشتگان یا درست دینان معرفی شد. بوندوس در واقع مانوی از دین برگشت بود در نتیجه آیینی که او به تبلیغ آن پرداخته مذهبی نو بوده است.

## مروج آیین زرتشتگان
بوندوس عقاید آیین زرتشتگان را انتشار داد و دو سده پس از او مزدک به گسترش و ترویج این آیین پرداخت. مزدک همان آیینی را گسترش داده که بوندوس آن را انتشار داده بود.

## اصول اولیه آیین زرتشتگان
زرتشتگان یا درست دینان که به معنی کیش یزدان بود و بر اساس عقاید این آیین در مبارزه میان نور و تاریکی و خیر و شر، پیروزی نهایی با نور است.
آیین درست دینان یا زرتشتگان به منزلهٔ اصلاحی در دین مانی بوده است.